# Šapkino
Šapkino (in russo Шапкино?) è una città dell'Oblast' di Ivanovo, nella Russia europea, situata 25 km a sud del capoluogo Savino.
Fu fondata nel 1629 circa.